# Nit tropical

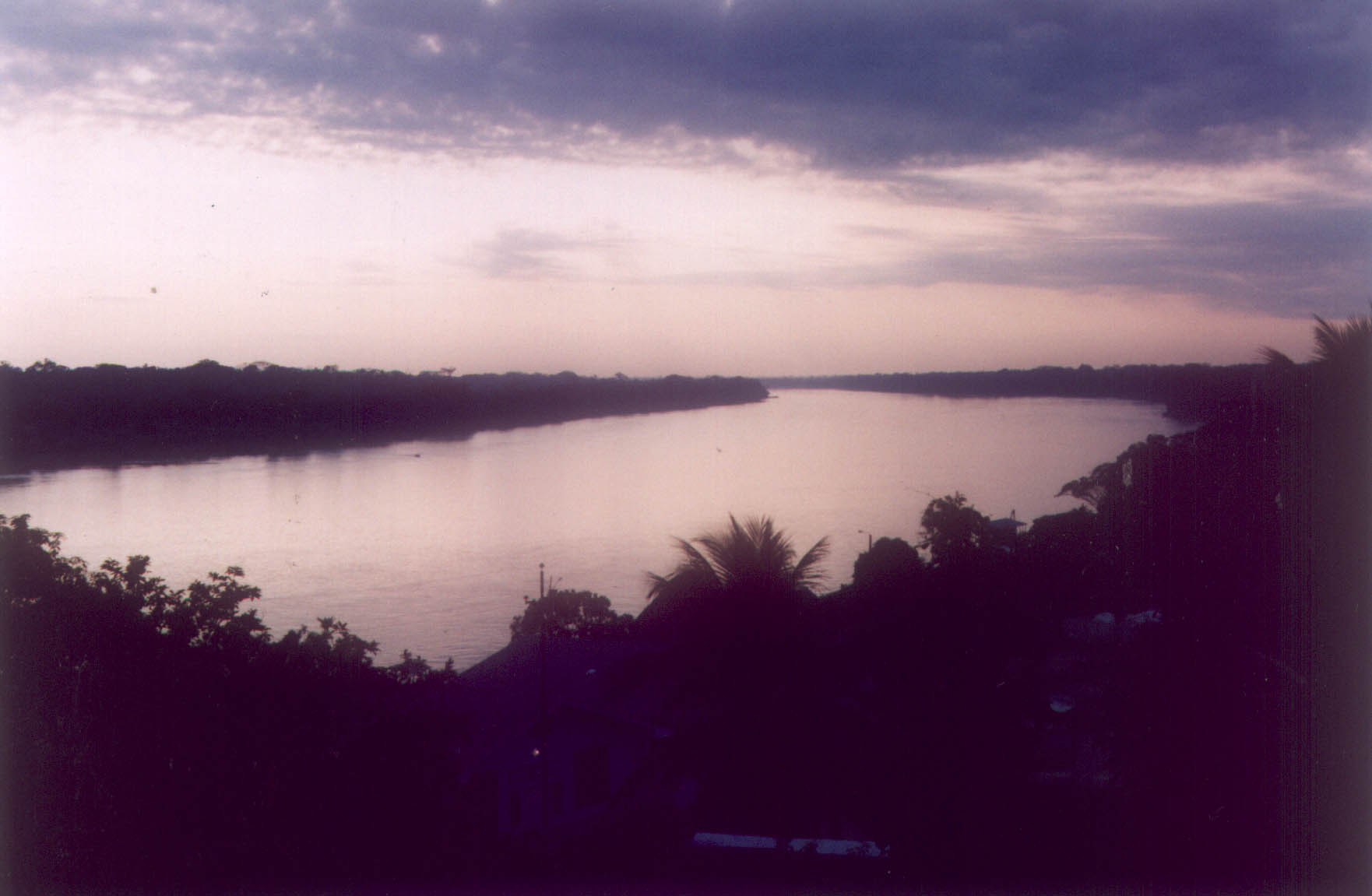
En un clima tropical hi ha més nits tropicals.

Nit tropical és aquella jornada en la qual la temperatura mínima no baixa dels 20 °C. Aquest límit s'utilitza en diversos països europeus; al Japó els serveis meteorològics pugen el llindar de nit tropical als 25 °C.
El recompte de nits tropicals es fa en climes extratropicals on assolir aquest llindar de temperatura no és gaire freqüent.
En clima mediterrani litoral les temperatures mitjanes mínimes mensuals dels mesos de juliol i agost superen els 20 °C, i les nits tropicals són la norma durant aquests mesos. L'efecte d'illa de calor fa que en les ciutats es donin més nits tropicals que a la seva rodalia rural.
En altres climes les temperatures pròpies de nit tropical són més esporàdiques, però als Països Catalans ocasionalment es poden donar també a altituds d'uns 1000 m sobre el nivell del mar.
En general amb temperatures mínimes superiors als 20 °C la xafogor provoca una incomoditat que pot dificultar el dormir.
Segons les previsions de canvi climàtic el nombre de nits tropicals anirà en augment i s'estendran en latitud i altitud. Durant l'estiu de 2018 el nombre de nits tropicals van ser important també als Països nórdics, i a Catalunya van ocórrer nits amb una temperatura mímina cap amunt 30 graus i més.

## Exemples de nits tropicals[4]
- A Reus s'observa l'increment de nits tropicals des de la perifèria al centre de la ciutat (Carretera de Falset, Bellisens, Carrer Doctor Vilaseca) el mes de juliol de 2009 el nombre de nits tropicals van ser respectivament de 10, 21 i 24.
- Al centre de Gavà el juliol de 2009 hi va haver 25 nits tropicals.
- A l'Hospitalet de l'Infant 27 nits tropicals en el mateix mes i any.
- A Honshu (Japó) el període de nits tropicals s'estenia a principi de segle des de mitjan juliol a mitjan agost i actualment ho fa des de finals de juny fins a setembre.
- A Barcelona el 2022 es van assolir 128 nits tropicals i 39 nits tòrrides (per sobre dels 25 graus), una xifra sense precedents a la ciutat.[5]